# حركة الإمكانات البشرية
نشأت حركة الإمكانات البشرية (بالإنجليزية: Human Potential Movement، واختصارًا: HPM) من بيئة الثقافة المضادة في ستينيات القرن العشرين وتشكلت حول مفهوم زراعة الإمكانات غير العادية التي يعتقد مؤيدوها بوجود طاقة غير مستغلة في جميع الناس.
تعتقد الحركة أنه من خلال تطوير «الإمكانات البشرية» يمكن للبشر تجربة نوعية استثنائية من الحياة مليئة بالسعادة والإبداع والوفاء. وكنتيجة طبيعية، كثيرًا ما يجد الذين يبدؤون في إطلاق هذه الإمكانية المفترضة أنفسهم يوجهون أعمالهم داخل المجتمع نحو مساعدة الآخرين على الإفراج عن طاقاتهم. يعتقد أتباع هذه الحركة أن الأثر الصافي للأفراد الذين يزرعون إمكاناتهم سيحدث تغيرًا اجتماعيًا إيجابيًا بشكل عام.

## الجذور
يرتبط ظهور حركة الإمكانات البشرية بعلم النفس الإنساني. تتأثر الحركة بشدة بنظرية تحقيق الذات التي وضعها أبراهام ماسلو باعتبارها التعبير الأسمى عن حياة الإنسان.
في منتصف الستينيات، أجرى جورج ليونارد بحثًا في جميع أنحاء الولايات المتحدة حول موضوع الإمكانات البشرية لمجلة لوك. في بحثه، أجرى مقابلات مع 37 طبيبًا نفسيًا وباحثًا في الدماغ وفلاسفة حول موضوع الإمكانات البشرية. وجد أن «لا أحد منهم قال إننا نستخدم أكثر من عشرة بالمئة من قدرتنا»؛ والتي لا ينبغي أن يُساء فهمها على أنها تأييد لخرافة استخدام عشرة بالمئة من الدماغ، كما لو أنه يشير إلى الإمكانات البشرية العامة بدلًا من النشاط العصبي.
خلال هذا البحث، التقى ليونارد مع مايكل مورفي، مؤسس معهد إيسن الناشئ الذي كان في ذلك الوقت يدير برامج تعليمية للبالغين حول موضوع «الإمكانات البشرية». أصبح ليونارد ومورفي صديقين مقربين وطرحا معًا فكرة أنه يجب أن تكون هناك حركة إمكانات بشرية.

## التأثير الاجتماعي
اعتبر البعض أن حركة الإمكانات البشرية على صلة بالثقافة السايكديلية مثل الهيبيين وصيف الحب. وفقًا للمؤلف أندرو جرانت جاكسون، فإن اعتماد جورج هاريسون للفلسفة الهندوسية والأدوات الهندية في أغانيه مع فرقة البيتلز في منتصف الستينيات، إلى جانب دراسة الفرقة التي نشرت على نطاق واسع حول التأمل التجاوزي، «بدأت بالفعل» حركة الإمكانات البشرية. لم تُحدّد ما هي «الإمكانات البشرية». هم أنفسهم جاؤوا ليُسمَّوا ليس فقط «العصر الجديد» بل أيضًا «الدين الجديد».

تكتب إليزابيث بوتيك في موسوعة الديانات الجديدة:
نشأت حركة الإمكانات البشرية في الستينيات كتمرد مضاد للثقافة ضد علم النفس السائد والدين المنظم. إنها ليست ديانة جديدة بحد ذاتها، أو غير ذلك، لكنها فلسفة وإطار، بما في ذلك مجموعة من القيم التي جعلت منها واحدة من أهم القوى المؤثرة في المجتمع الغربي الحديث.

## المؤلفون والكتاب
نشر أبراهام ماسلو مفهومه عن التسلسل الهرمي للاحتياجات في ورقة في عام 1943. وقال إنه مع تلبية احتياجات الناس الأساسية للبقاء على قيد الحياة تزداد رغبتهم بالنمو في الأبعاد العقلية والعاطفية. وصاغ مصطلح «التحول» لوصف دوافع الأشخاص الذين يتجاوزون نطاق الاحتياجات الأساسية والسعي من أجل تحسين مستمر.
أسس مايكل ميرفي وديك برايس معهد ايسالين في عام 1962، في المقام الأول باعتباره مركزًا للدراسة وتطوير الإمكانات البشرية، ويستمر بعض الناس بالنظر إلى ايسالين كمركز جغرافي للحركة اليوم.
في عام 1964، أصبحت فرجينيا ساتير أول مديرة للتدريب في ايسالين، ما تطلب منها الإشراف على برنامج تنمية الإمكانات البشرية. في ذلك الوقت، كانت ساتير في وضع راسخ كمؤلفة ومدربة ومستشارة. بعد عشرين عامًا، شجعت ساتر المعالجين بنشاط على تحويل تركيزهم على تعليم العلاقات لمساعدة العملاء على اكتشاف «مزيد من الفرح، والمزيد من الواقع، والمزيد من الترابط، والمزيد من الإنجازات والمزيد من الفرص التي تساعد الناس على النمو».
ألقى هكسلي محاضرات حول «الإمكانات البشرية» في إيسالين في أوائل الستينيات. كانت كتاباته ومحاضراته الأساسية حول الأبعاد الصوفية للمخدر وعلى ما أسماه «الفلسفة الدائمة». علاوة على ذلك، إن دعوته لإنشاء مؤسسة يمكن أن تدرس «العلوم الإنسانية غير اللفظية» وتنمية «الإمكانات البشرية» كانت بمثابة بيان مهم للعمل في وقت مبكر من ايسالين.
يلاحظ كريستوفر لاش تأثير حركة الإمكانات البشرية عبر القطاع العلاجي: «إن العلاجات الجديدة التي أوجدتها حركة الإمكانات البشرية، وفقًا لبيتر مارين، تُعلِّم أن «إرادة الفرد قوية وتحدد مصير الشخص تمامًا»؛ وبالتالي فهي تشدد على «عزلة الذات»».
أصبح لجورج ليونارد، كاتب ومحرر مجلة أجرى أبحاثًا في مقالة عن الإمكانات البشرية، تأثير مبكر مهم على ايسالين. يدعي ليونارد أنه صاغ عبارة «حركة الإمكانات البشرية» خلال جلسة عصف ذهني مع مايكل ميرفي، وأشاعها في كتابه عام 1972 «التحول: دليل للتغييرات الحتمية في البشرية». عمل ليونارد عن كثب مع معهد ايسالين بعد ذلك، وفي عام 2005 شغل منصب رئاسته.

## الحركة في أوروبا
وجدت المفاهيم الإنسانية المحتملة في أوروبا اهتمامًا متزايدًا بفضل الدورات التدريبية التي تستهدف المديرين وطلاب الدراسات العليا والعاطلين عن العمل، بتمويل رئيسي من الاتحاد الأوروبي في دورات التنمية العامة في الثمانينيات والتسعينيات. في هذه الدورات، ضُمّنت وحدات مثل مهارات الاتصال والتسويق والقيادة وغيرها في مجال «المهارات اللينة» في البرامج، ومكنت من التعرف على معظم مفاهيم الإنسان المحتملة. لعبت الدور الرئيسي من قبل «الهدف الاستراتيجي 3 و4 و5 من الاتحاد الأوروبي» الذي تضمن صراحةً الكفاءات الأساسية المستعرضة، مثل التعلم والشعور بالمبادرة وروح المبادرة والوعي الثقافي.
تهدف هذه البرامج التدريبية، التي تدوم ما بين 900 إلى 1200 ساعة، إلى تعزيز الإبداع والابتكار، بما في ذلك ريادة الأعمال، وهي واردة في جميع مستويات التعليم وتدريب مفاهيم الإنسان المحتملة. أصبحت واحدةٌ من المفاهيم الأساسية، هرمية ماسلو للاحتياجات، وهي نظرية للصحة النفسية تستند إلى تلبية الاحتياجات الإنسانية الفطرية، شائعةً في أوروبا في الثمانينات كدعم لفهم احتياجات المستهلكين، وفقط بعد استخدامها كمفهوم تسويقي رئيسي. كان كتاب فيليب كوتلر «إدارة التسويق» مؤثرًا بشكل خاص في الثمانينيات في نشر العديد من مفاهيم الإنسان المحتملة التي كانت «متضمَّنة» في الكتاب، ودخلت في مجتمع العمل والإدارة.
برزت في أوروبا كتب تستهدف «الإمكانات البشرية» على وجه التحديد، ويمكن العثور عليها في أعمال مؤلفين محددين. بالنسبة للمنطقة الثقافية «الأنجلو»، يحتوي عمل جون ويتمور على نقد قاسٍ للأساليب السائدة في التعامل مع الإمكانات البشرية كعلاجات سريعة لتحسين الذات: «على عكس المزاعم الجذابة لكتاب إدارة الدقيقة الواحدة، لا توجد إصلاحات سريعة في العمل».
بالنسبة للمنطقة الثقافية «اللاتينية»، يمكن العثور على نهج مبكر للإمكانات البشرية في أعمال ماريا مونتيسوري. تأثرت نظرية مونتيسوري وفلسفة التعليم عن طريق عمل جان إيتارد وإدوارد ساغان وفريديريك فروبل ويوهان هاينريش بستالوتزي. أكد نموذجها على التعلم الذاتي والاستكشاف الحسي وتدريب الأطفال على الأنشطة البدنية، وتمكين حواسهم وأفكارهم من خلال التعرض للمشاهد والروائح والخبرات عن طريق اللمس، وفي وقت لاحق، حل المشكلات.

## مؤيدون بارزون
| - ويليام جيمس (1842–1910)، مناصر مبكر - فريتز بيرلز (1893–1970) - ألدوس هكسلي (1894–1963) - كارل روجرز (1902–1987) - فيكتور فرانكل (1905–1997) - أبراهام ماسلو (1908–1970) - ألان ويلسون واتس (1915–1973) - فرجينيا ساتير (1916–1988) - جورج ليونارد (1923–2010) - ميخائيل ميرفي (مواليد عام 1930) - ورنر إرهارد (مواليد عام 1935) - مارلين فيرغسون (1938–2008) | - جان هوستون (مواليد عام 1937) - فرناندو فلوريس (مواليد عام 1943) - توني روبنز (مواليد عام 1960) - هارفي جاكينز (1916–1999) - فيولا سبولين (1906–1994) - جوشوا ليبمان (1907–1948) - جيرالد هيرد (1889–1971) - ألكسندر إيفرت (1921–2005) - هارولد ليون جونيور (مواليد عام 1935) - ويليام شوتنز (1925–2002) - موشي فلدنكرليس (1904–1984) - ستان ديل (1929–2007) |